# Петрашівка (Білоцерківський район)
Петраші́вка — село в Україні, у Володарській селищній громаді Білоцерківського району Київської області. Населення становить 246 осіб.

## Історія
Дата заснування села невідома. Назва походить від одного із перших поселенців Петра Шевки.
З 1959 по 1992 роки було об'єднане із сусіднім селом Гайворон. Рішенням Київської обласної ради від 7 липня 1992 року було відновлено село Петрашівка та Петрашівська сільська рада

## Населення

### Мова
Розподіл населення за рідною мовою за даними перепису 2001 року:
| Мова       | Кількість | Відсоток |
| ---------- | --------- | -------- |
| українська | 237       | 96.34%   |
| російська  | 9         | 3.66%    |
| Усього     | 246       | 100%     |